# Ho voglia di te (romanzo)
Ho voglia di te è il secondo romanzo rosa di Federico Moccia, pubblicato il 9 febbraio 2006 dalla casa editrice Feltrinelli, collana I Canguri.
È il seguito di Tre metri sopra il cielo, romanzo pubblicato nel 1992 e successivamente ristampato nel 2004, anno in cui riscosse un grandissimo successo.

## Trama
Stefano è in America da due anni, ma ora che ha concluso il costoso corso di formazione è tempo per lui di tornare a Roma. Buttatosi alle spalle la vita da teppista e l'amarezza della fine della storia con Babi, il giovane comincia a lavorare presso un'agenzia di pubblicità con una raccomandazione del padre.  
A scombussolare la vita a Step è l'incontro con Gin (diminutivo di Ginevra), una bellissima modella diciottenne ingenua ma anche decisa, completamente diversa da Babi. Il loro primo incontro è da un benzinaio dove Stefano arriva con la moto a secco e lei si offre di aiutarlo.  Stefano incontrerà Gin anche al lavoro, dato che la sua agenzia collabora con quella di modelle a cui Gin appartiene. Stefano si ritroverà di nuovo al  centro dell'attenzione quando salverà Gin dalle grinfie di un produttore maniaco.
Sulla sua strada incontrerà di nuovo Babi, ad una festa. I due si lasciano andare ad un momento di passione in mezzo ad un prato sotto la pioggia. Subito dopo Babi gli rivela di stare per sposarsi e che non intende rivederlo. A questo punto Step, sentendosi colpevole, decide di confessare il suo tradimento a Gin, implorandone il perdono, mandandole addirittura un mazzo di rose rosse con al centro una rosa bianca, in segno di scuse, ottenendo però solo un rifiuto. 
Fanno brevemente capolino anche altri personaggi del primo libro: Maddalena è diventata una spacciatrice che usa gli uomini per avere regali costosi, la sorella di Babi dopo aver volontariamente assunto droga in discoteca per divertirsi, ha rapporti sessuali con diversi ragazzi e si ritrova incinta senza nessuna idea di chi sia il padre del bambino, ma decide comunque di tenerlo. Pallina si è ripresa a fatica dalla morte del fidanzato ma ha trovato il suo equilibrio, il padre di Babi si allontana da casa per convivere con l'amante (la brasiliana Francesca, cameriera nella sala da biliardo dove andava Stefano). 
Nel frattempo Step viene a sapere la verità su Gin e sul loro primo, "casuale" incontro. Dopo essere andato a casa sua per far pace, non trovandola decide di portare con sé i diari della ragazza. Dai diari Stefano scopre che Gin lo vide per la prima volta alla stessa festa dove Step e Babi si erano conosciuti, innamorandosene perdutamente. Durante tutta la sua storia con Babi, Gin lo ha pedinato e quando è partito per l'America, lei è riuscita a farsi amica sua madre pur di avere notizie di lui. Anche l'incontro dal benzinaio si scopre essere pianificato dalla ragazza, la quale gli aveva svuotato il serbatoio della moto pur di costringerlo ad andare a quel benzinaio dove lo aspettava. Inoltre Gin continua a vedere la madre andandola a trovare in ospedale dove la donna è ricoverata per una malattia terminale. Sconvolto da queste scoperte, ma inspiegabilmente compiaciuto, Stefano dopo aver fatto pace con la madre appena prima che morisse, cerca di riconciliarsi con Gin che è andata al funerale, in quanto era diventata una buona amica della donna. Durante il funerale, i due amanti non si scambiano una sola parola, visto che Gin, nonostante sia profondamente affranta, non ritiene giusto perdonare il tradimento di Step. Il libro termina con lui che scrive sul muro di fronte a casa di Gin: Ho voglia di te.

## Edizioni
- Federico Moccia, Ho voglia di te, collana I Canguri, Feltrinelli, 2006,  pp. 415, ISBN 88-07-70170-7.

## Film
Il 9 marzo 2007 esce nelle sale cinematografiche il film Ho voglia di te tratto dal libro e diretto dal regista Luis Prieto.